# 東京モノレール500形電車
東京モノレール500形電車（とうきょうモノレール500がたでんしゃ）は、かつて東京モノレールに在籍していた跨座式モノレール電車。

## 概要
1969年（昭和44年）5月に登場した。
開業以来の100形・200形・300形・350形の2軸10m車を、15mボギー車に大型化した。モノレールのボギー車は世界初であり、登場時には世界的に注目された。このボギー台車構造はのちの日本跨座式モノレールにも取り入れられ、500形はその試験車ともいえる存在であった。車体は普通鋼製となり、前面は100形同様に角部を丸めた切妻構造で、100形の車体を延長したような形状である。塗装は登場時より赤と白の塗り分けであり、これは本形式から採用されたものである。制御装置は日立製作所製MMC（抵抗制御）、制動装置は発電制動併用電磁直通式 (HSC-D) 、電動機出力は65kWで1両当たり4個装着され、最高運転速度は80km/hである。座席は台車上が7人掛けのロングシート、扉間は国鉄155系電車のような2人掛け・3人掛けのボックス式クロスシートで通路幅が狭く、定員は95名である。冷房装置は搭載しておらず、換気装置としてファンデリアを装備していた。片運転台の奇数番号車と偶数番号車を背中合わせに連結したものが1ユニットであり、2 - 3ユニットを連結した4 - 6両で運転された。

## 製造
1969年から26両が日立製作所で製造された。
|             | ← 浜松町羽田 → !rowspan="3"\|備考 | ← 浜松町羽田 → !rowspan="3"\|備考 |               |
| 形式        | 500（奇数車）                     | 500（偶数車）                     |               |
| 種別        | 貫通型先頭車                      | 貫通型先頭車                      |               |
| ----------- | --------------------------------- | --------------------------------- | ------------- |
| 2両ユニット | 501                               | 502                               | 試作車(1次車) |
| 2両ユニット | 503                               | 504                               |               |
| 2両ユニット | 505                               | 506                               |               |
| 2両ユニット | 507                               | 508                               |               |
| 2両ユニット | 509                               | 510                               |               |
| 2両ユニット | 511                               | 512                               |               |
| 2両ユニット | 513                               | 514                               |               |
| 2両ユニット | 515                               | 516                               |               |
| 2両ユニット | 517                               | 518                               |               |
| 2両ユニット | 519                               | 520                               |               |
| 2両ユニット | 521                               | 522                               |               |
| 2両ユニット | 523                               | 524                               |               |
| 2両ユニット | 525                               | 526                               |               |

## 廃車
1991年（平成3年）5月までに1000形によって置き換えられ、全車が廃車された。

## その他

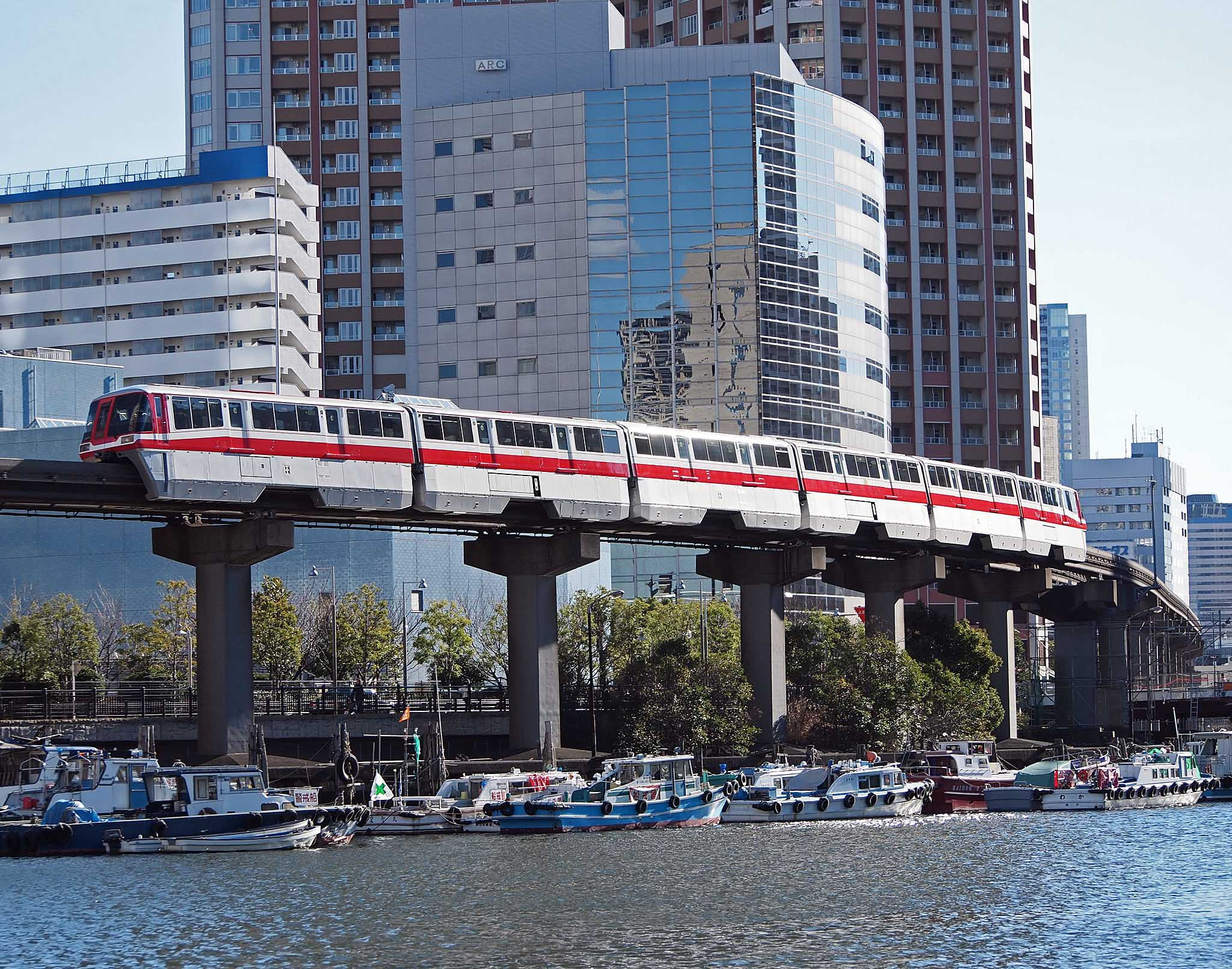
1000形復刻塗装車

- 沿線地域にある郵便局の消印に500形がデザインされていたことがある。
- 2014年1月19日から、東京モノレールの開業50周年記念事業の一環として1000形の一編成において500形の塗装を再現したものが運行されている[9]。